# Laufenselden

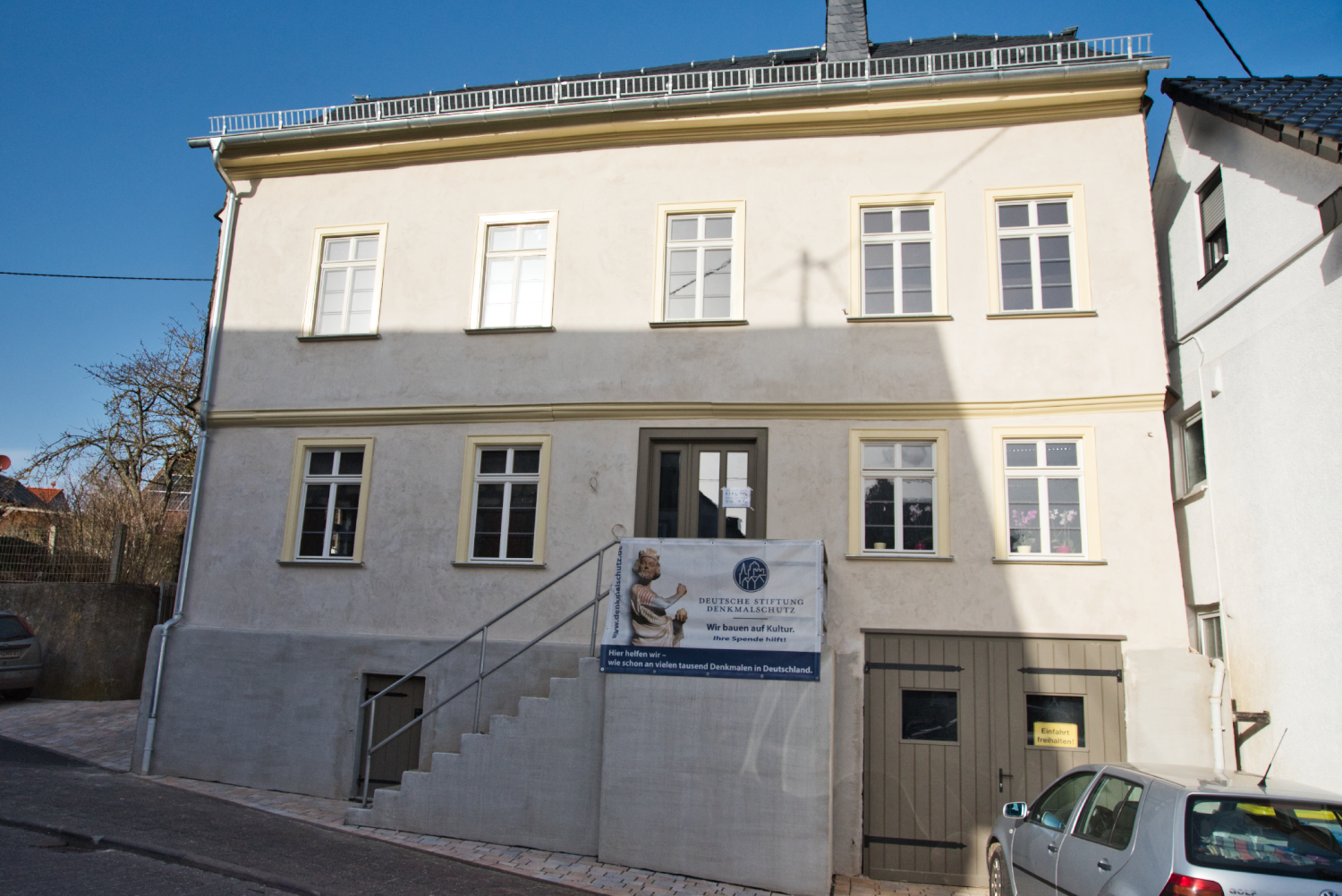
Neu Renoviertes Barockhaus in Laufenselden Gemeinde Heidenrod.

Laufenselden ist mit knapp 2000 Einwohnern der größte Ortsteil und zugleich Sitz der Gemeindeverwaltung von Heidenrod im südhessischen Rheingau-Taunus-Kreis, der waldreichsten Gemeinde in Hessen.

## Geographie
Laufenselden liegt im Taunus (westlicher Hintertaunus) in einer annähernd rund geformten Rodungsinsel am Dörsbach, der hier auf dem Lauf nach Norden zur Lahn durch den westlichen Hintertaunus von links drei Seitentäler aufnimmt und eine erweiterte Talmulde bildet. Die Gemarkung Laufenselden ist mit rund 2100 Hektar die weitaus größte im Gemeindegebiet von Heidenrod.
Drei Kilometer westlich von Laufenselden erhebt sich der Graue Kopf, mit 543 m ü. NN, der zweithöchste Berg im westlichen Hintertaunus. Dieser Höhenzug zieht sich in nordöstliche Richtung und dacht sich zum Hahnkopf (429 m ü. NN), als letzten Ausläufer, ab. Südwestlich des Ortes erhebt sich der Schönauer Küppel (459 m ü. NN) und südlich der Bernsterkopf (445 m ü. NN). Im Osten reicht die Gemarkung bis zur Aar und umfasst die Wüstung Riels Mühle und im Nordosten die Neumühle an dem 287 m langen Laufenseldener Tunnel der Aartalbahn. Hier ist mit 211 m ü. NN der tiefstgelegene Teil der Gemarkung.
Laufenselden ist der nördlichste der 19 Ortsteile von Heidenrod und grenzt von Nordwesten bis Nordosten an die Landesgrenze zu Rheinland-Pfalz. Durch den Süden und Westen der Gemarkung verlief der Obergermanisch-Raetische Limes. Im Süden wurde über dem Dörsbach das Kleinkastell „Auf dem Dörsterberg“ als Bodendenkmal nachgewiesen. Nordwestlich des Ortes, knapp jenseits der Landesgrenze, lag das ehemalige Kastell Holzhausen.
Die nächstgelegenen Ortschaften sind Huppert im Süden, Langschied und Egenroth im Südwesten, Grebenroth, Martenroth und Holzhausen an der Haide im Westen, Rettert und Berndroth im Nordwesten, Reckenroth und Michelbach im Nordosten und Burg-Hohenstein im Südosten.

## Geschichte

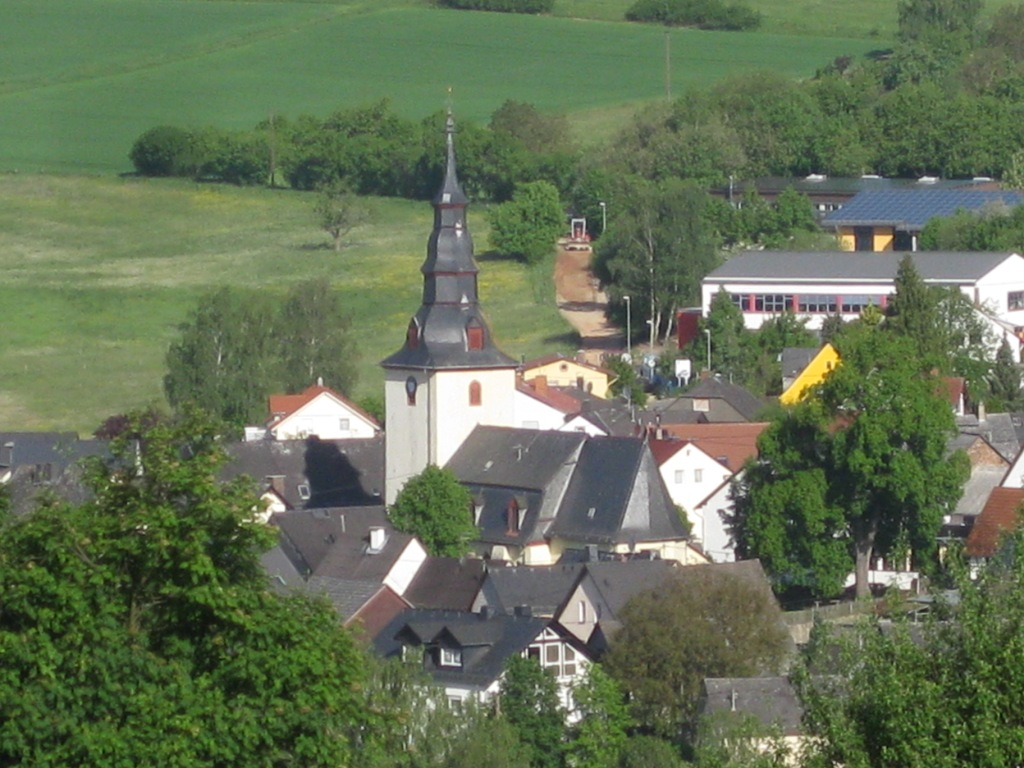
Evangelische Kirche Laufenselden

Laufenselden wurde erstmals 1260 unter der Bezeichnung Loifenselden urkundlich erwähnt. Der Ort gehörte zur Niedergrafschaft Katzenelnbogen.
1360 erhält Laufenselden Stadt- und Marktrechte. In den Jahren 1806–1813 steht Laufenselden mit der Niedergrafschaft Katzenelnbogen unter französischer Verwaltung. 1816 gehört das Dorf zum Herzogtum Nassau.
Von 1919 bis 1923 während der alliierten Rheinlandbesetzung war Laufenselden Teil des „Freistaates Flaschenhals“, eines schmalen Landstreifens zwischen den Brückenköpfen Mainz und Koblenz, der vom übrigen unbesetzten Teil Deutschlands verkehrsmäßig abgeschnitten war und sich notgedrungen selbst versorgen musste.
Nach dem Zweiten Weltkrieg lag Laufenselden in der amerikanischen Besatzungszone.

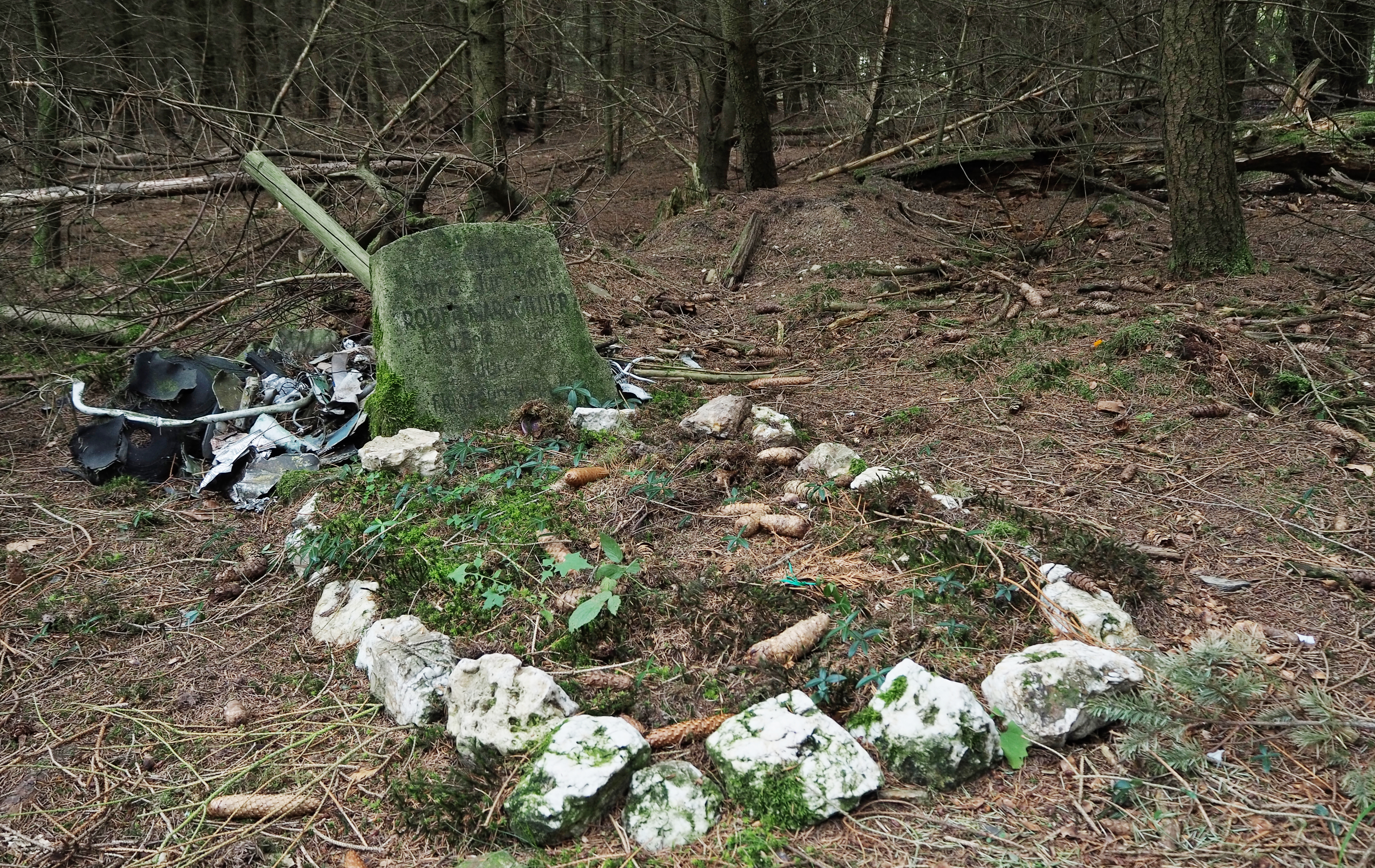
Gedenkstein für den Flugunfall mit Trümmerteilen

Am 26. Juni 1969 ereignete sich wenige hundert Meter von Laufenselden ein Flugunfall, bei dem der Pilot ums Leben kam. Der belgische Unterleutnant Roger Louis Joseph Marquillier war am Morgen im Rahmen der Übung Sky Blue in Florennes mit seinem taktischen Aufklärer vom Typ RF-84F-25-RE Thunderflash gestartet. Um 10:10 Uhr streifte das Flugzeug im Tiefflug die Baumwipfel und kollidierte anschließend mit dem Gelände. Das Flugzeug zerschellte, die Trümmer wurden über ein Areal von vielen hundert Quadratmetern gestreut. Ein Gedenkstein im Wald erinnert an den Unfall.
Im Zuge der Gebietsreform in Hessen schloss sich die Gemeinde Laufenselden mit 15 weiteren Gemeinden am 31. Dezember 1971 auf freiwilliger Basis zur Gemeinde Heidenrod zusammen. Für Laufenselden wurde wie für alle anderen Ortsteile ein Ortsbezirk mit Ortsbeirat und Ortsvorsteher eingerichtet.

## Religionen

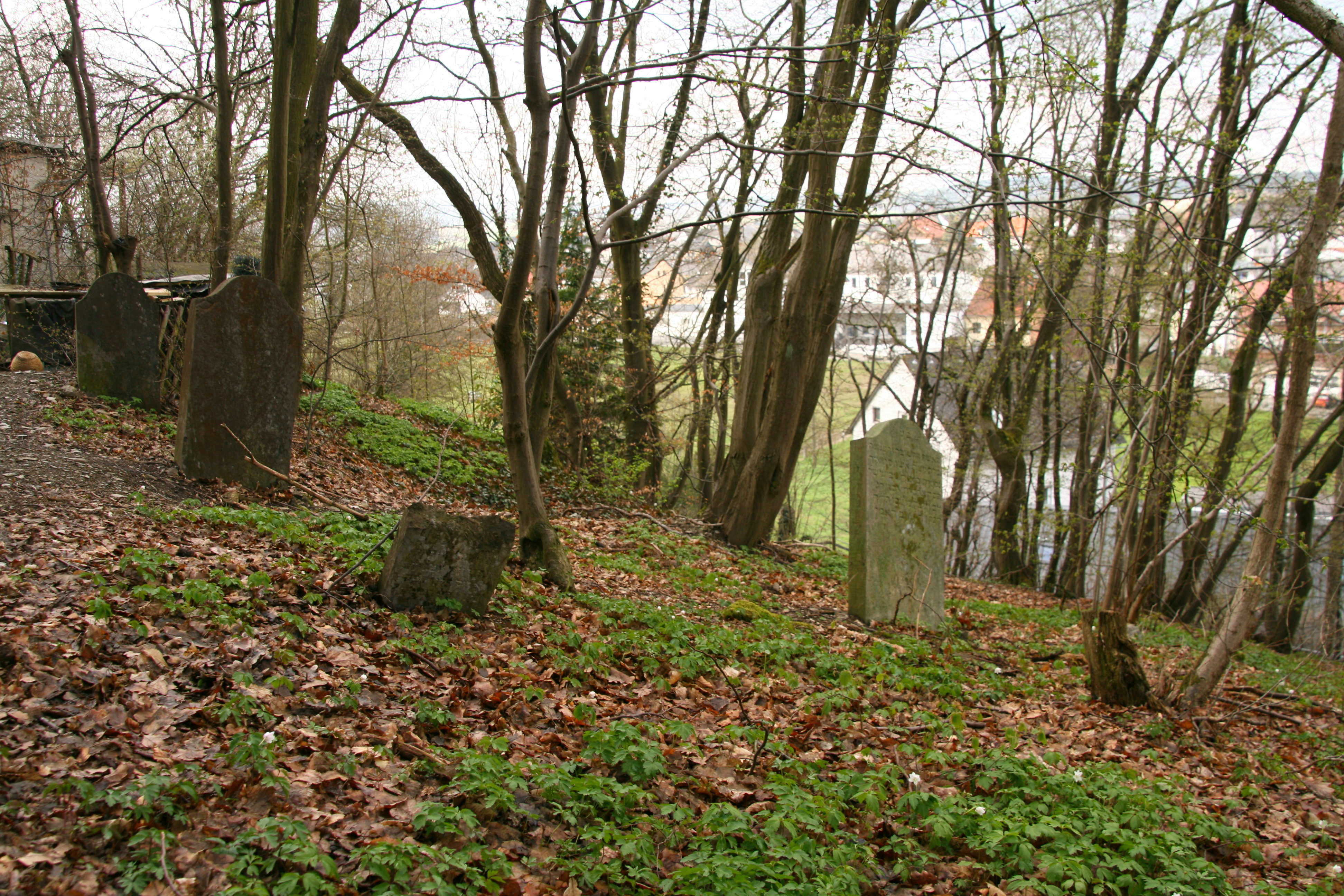
Jüdischer Friedhof Laufenselden

Im Ort befinden sich eine katholische Kirche und eine evangelische. 
Mit Genehmigung des Herzogs Adolph von Nassau und einem Kredit der herzoglichen Landesbank wurde 1861 ein Synagogengebäude in der Kastellstraße errichtet. Bis zum Novemberpogrom 1938 hatten bereits die meisten jüdischen Bewohner Laufensfelden verlassen, der Gemeindevorsteher Alfred Löwenstein emigrierte nach Brasilien. Angehörige der SA griffen Wohnungen und Geschäfte der verbliebenen jüdischen Bürger an und zerstörten diese teilweise. Am 12. November 1938 wurde die Synagoge durch Brandstiftung zerstört und das gesamte Mobiliar vernichtet. 1940 wurde das Synagogengrundstück für 200 Reichsmark verkauft, die Ruine wurde in den 1950er Jahren abgerissen, andere Angaben zufolge zu einem Wohnhaus umgebaut. 
Der Jüdische Friedhof Laufenselden stammt aus dem 18. Jahrhundert. 
Am 2. April 2025 wurden vom Künstler Gunter Demnig in Heidenrod zur Erinnerung an die jüdischen Mitbürger sieben Stolpersteine verlegt.

## Kultur und Sehenswürdigkeiten

### Sportvereine
- Sportverein SG 1924 Laufenselden e. V.
- Reit- und Fahrverein Laufenselden e. V.
- Tennisclub Heidenrod 1979 e. V.
- Flugsportclub Wiesbaden „Maikäfer“ e. V., Betreiber des Segelfluggeländes Laufenselden

### Musikvereine
- Männergesangverein 1863 Laufenselden
- Musikzug der Freiwilligen Feuerwehr Laufenselden[10]
- Gospelchor Laufenselden

### Regelmäßige Veranstaltungen
Alle drei Jahre an den ersten beiden Augustwochenenden findet die Fahlerkerb statt. Das Fest zur Weihe der Kirche in Rettert wird seit über 600 Jahren begangen und ist heute überregional bekannt. Die Fahlerkerb gilt als Musterbeispiel für ein ländliches Brauchtumsfest im Nassaur Land.
Jedes Jahr findet in Laufenselden ein alter heidnischer Brauch zur Austreibung des Winters statt, der „Schnook“ genannt wird. Der Schnook, ein Mann, der in Farnenkraut eingewickelt wird, zieht mit seinen Buchengerten tragenden und laut „Schnook“ rufenden Schnookenbuben und Schnookenmädel durch Laufenselden, um Geld und Eier zu sammeln.
An jedem ersten Dienstag im Mai findet der traditionelle Krammarkt statt; als „Überbleibsel“ der im Mittelalter verliehenen Marktrechte.

## Wirtschaft und Infrastruktur

### Verkehr

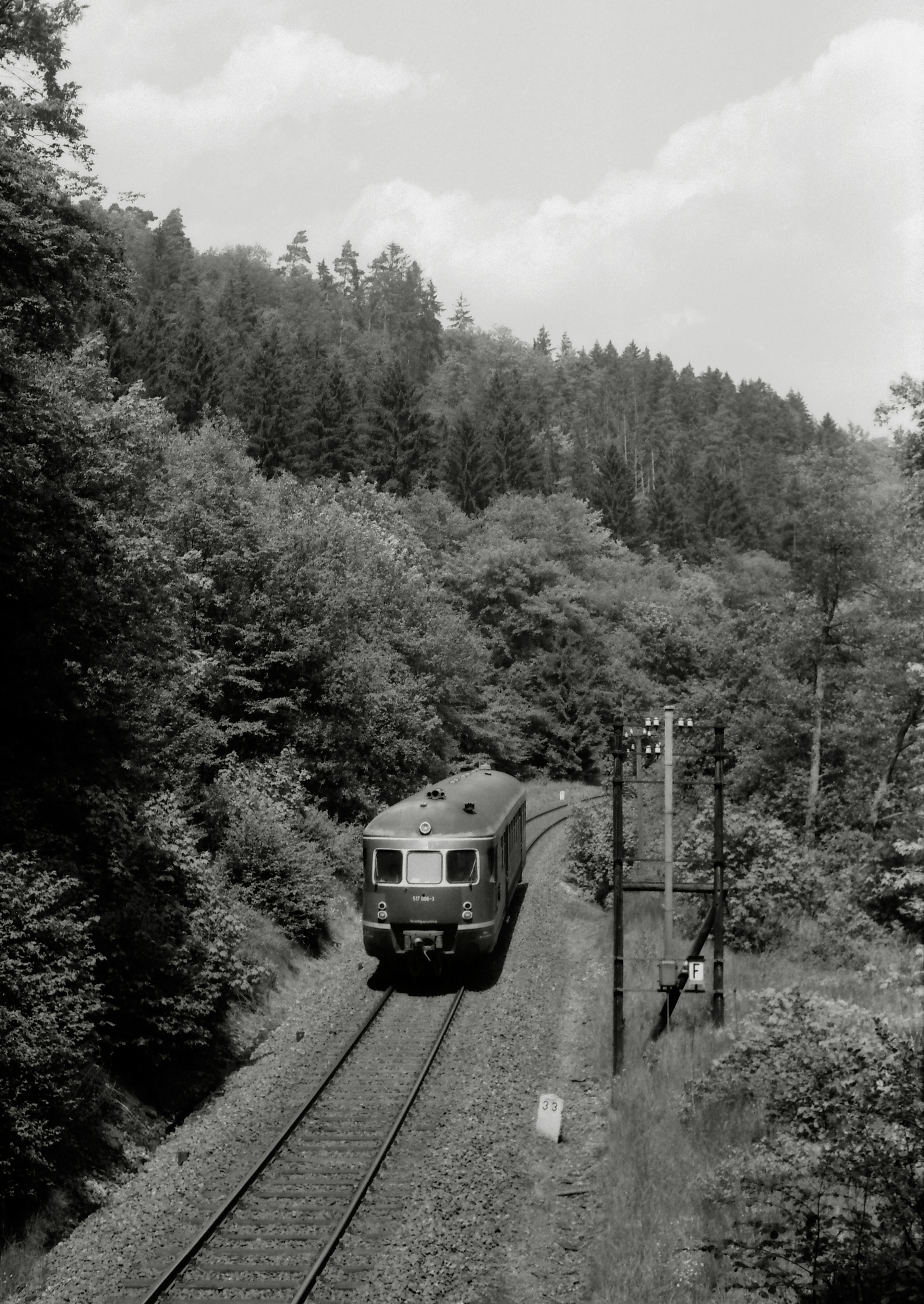
Zug der Aartalbahn nördlich des Laufenseldener Tunnels

Laufenselden ist über die Landesstraße L 3455 nach Süden bei Kemel an die als Bäderstraße bekannte Bundesstraße 260 angeschlossen, über die man die Kreisstadt Bad Schwalbach sowie Wiesbaden und das Rhein-Main-Gebiet erreichen kann.
Die Rheingau-Taunus-Verkehrsgesellschaft (RTV) ist die lokale Nahverkehrsgesellschaft des Rheingau-Taunus-Kreis. Sie ist Gesellschafterin des Rhein-Main-Verkehrsverbundes. Laufenselden verfügte über eine Station rund 4 Kilometer südöstlich des Dorfes an der mittlerweile stillgelegten Aartalbahn, südlich des Laufenseldener Tunnels.
Durch den Ort führt der Deutsche Limes-Radweg. Dieser folgt dem Obergermanisch-Raetischen Limes über 818 km von Bad Hönningen am Rhein nach Regensburg an der Donau.

### Bildung
- Kindergarten
- Fledermausschule (Grundschule)[14]